# Iloczyn mieszany
Iloczyn mieszany – działanie określone dla trzech wektorów trójwymiarowej przestrzeni euklidesowej jako iloczyn skalarny jednego z nich przez iloczyn wektorowy dwóch pozostałych. Jeśli więc {\displaystyle \mathbf {a} ,\mathbf {b} ,\mathbf {c} } są dowolnymi wektorami {\displaystyle \mathbb {R} ^{3},} to ich iloczyn mieszany ma postać:
{\displaystyle (\mathbf {a} \;\mathbf {b} \;\mathbf {c} ):=\mathbf {a} \cdot (\mathbf {b} \times \mathbf {c} ).}
Ponieważ zachodzą tożsamości
{\displaystyle \mathbf {a} \cdot (\mathbf {b} \times \mathbf {c} )=\mathbf {b} \cdot (\mathbf {c} \times \mathbf {a} )=\mathbf {c} \cdot (\mathbf {a} \times \mathbf {b} ),}
więc każde z powyższych trzech wyrażeń może być użyte w definicji iloczynu mieszanego.
Za pomocą symbolu Leviego-Civity iloczyn mieszany można określić wzorem (w konwencji sumacyjnej Einsteina)
{\displaystyle (\mathbf {a} \;\mathbf {b} \;\mathbf {c} )=\varepsilon _{ijk}a^{i}b^{j}c^{k}.}

## Interpretacja geometryczna

Trzy wektory określające równoległościan z zaznaczonymi odpowiednimi iloczynami wektorowymi i mieszanymi.

W dodatnio zorientowanym układzie współrzędnych iloczyn mieszany opisuje objętość równoległościanu rozpiętego przez dane trzy wektory. Jeśli orientacja przestrzeni nie jest narzucona, to wspomniana objętość również jest zorientowana w tym sensie, iż zależy ona od kolejności wektorów (parzystości ich permutacji). Zmiana orientacji powoduje zmianę znaku iloczynu, w związku z tym iloczyn mieszany nie jest skalarem, a raczej pseudoskalarem (iloczyn wektorowy jest pseudowektorem, a iloczyn skalarny dwóch wektorów jest skalarem, zaś iloczyn skalarny pseudowektora i wektora jest pseudoskalarem). Wynika stąd także, że zmiana kolejności wektorów w iloczynie wektorowym zmienia znak iloczynu mieszanego (iloczyn skalarny jest przemienny i nie wpływa na znak iloczynu mieszanego),
{\displaystyle (\mathbf {a} \;\mathbf {b} \;\mathbf {c} )=\mathbf {a} \cdot (\mathbf {b} \times \mathbf {c} )=-\mathbf {a} \cdot (\mathbf {c} \times \mathbf {b} )=-(\mathbf {a} \;\mathbf {c} \;\mathbf {b} ).}
Iloczyn mieszany można traktować jako jeszcze jedno oznaczenie wyznacznika: iloczyn mieszany trzech wektorów jest równy ich wyznacznikowi bądź wyznacznikowi macierzy stopnia 3 z wektorami zapisanymi w niej wierszowo bądź kolumnowo (transponowanie macierzy nie zmienia wyznacznika),
{\displaystyle (\mathbf {a} \;\mathbf {b} \;\mathbf {c} )=\det(\mathbf {a} ,\mathbf {b} ,\mathbf {c} )=\det {\begin{bmatrix}a_{1}&a_{2}&a_{3}\\b_{1}&b_{2}&b_{3}\\c_{1}&c_{2}&c_{3}\end{bmatrix}},}
gdzie {\displaystyle \mathbf {x} =(x_{1},x_{2},x_{3});} wielkość ta jest niezmiennicza ze względu na obroty. Stąd iloczyn mieszany ma wszystkie własności wyznacznika, w tym wieloliniowość i alternacyjność; jest więc unormowaną formą objętości.
Wektory {\displaystyle \mathbf {a} ,\mathbf {b} ,\mathbf {c} } są współpłaszczyznowe wtedy i tylko wtedy, gdy ich iloczyn mieszany jest równy zeru, gdyż „równoległościan” przez nie wyznaczony jest wtedy płaski (zdegenerowany) i nie ma objętości. Ponadto
{\displaystyle {\Big |}(\mathbf {a} \;\mathbf {b} \;\mathbf {c} ){\Big |}\leqslant |\mathbf {a} ||\mathbf {b} ||\mathbf {c} |.}
Zachodzi także następująca własność:
{\displaystyle (\mathbf {a} \;\mathbf {b} \;\mathbf {c} )\mathbf {a} =(\mathbf {a} \times \mathbf {b} )\times (\mathbf {a} \times \mathbf {c} ).}

## Iloczyn zewnętrzny

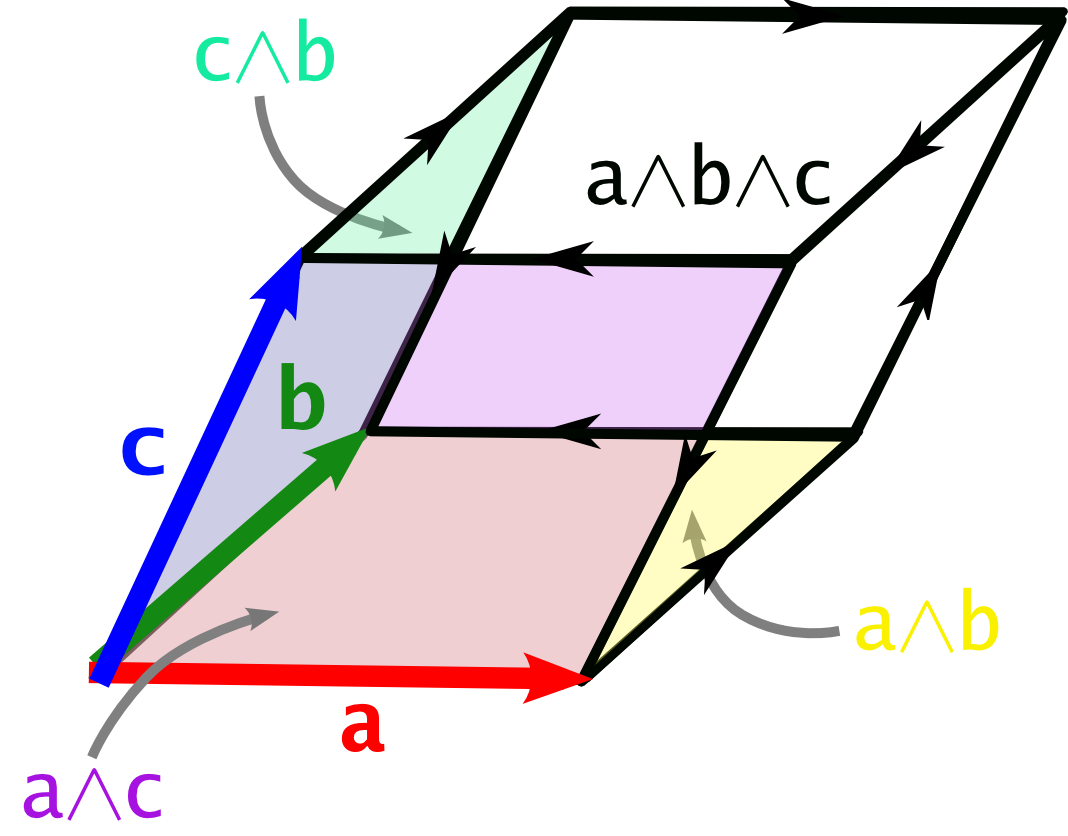
Trójwektor jako forma objętości, czyli zorientowany element objętości; obiekt do niego dualny jest skalarem o wartości równej jego objętości.

W algebrach zewnętrznej i geometrycznej iloczyn zewnętrzny dwóch wektorów jest dwuwektorem, czyli zorientowanym elementem płaszczyzny, podczas gdy iloczyn zewnętrzny trzech wektorów to trójwektor, czyli zorientowany element objętości; są to naturalne uogólnienia wektora jako zorientowanego elementu prostej. Dla danych wektorów {\displaystyle \mathbf {a} ,\mathbf {b} ,\mathbf {c} } ich iloczyn zewnętrzny
{\displaystyle \mathbf {a} \wedge \mathbf {b} \wedge \mathbf {c} }
jest trójwektorem, tzn. pseudoskalarem dualnym do iloczynu mieszanego, o wartości równej iloczynowi mieszanemu (nawiasy pominięto, ponieważ iloczyn zewnętrzny jest łączny, choć nie jest przemienny). Trójwektorowi {\displaystyle \mathbf {a} \wedge \mathbf {b} \wedge \mathbf {c} } odpowiada równoległościan rozpięty przez wektory {\displaystyle \mathbf {a} ,\mathbf {b} ,\mathbf {c} ,} gdzie dwuwektorom {\displaystyle \mathbf {a} \wedge \mathbf {b} ,\;\mathbf {b} \wedge \mathbf {c} ,\;\mathbf {a} \wedge \mathbf {c} } odpowiadają równoległoboczne ściany równoległościanu.